# Kurt Pfläging
Kurt Pfläging (* 18. Juni 1934; † 9. Januar 2012) war ein promovierter Ingenieur, ehemaliger Markscheider und ein Verfasser grundlegender Werke über den Ruhrbergbau.
Pfläging beschäftigte sich vor allem mit den Anfängen des Bergbaus, der Bergbaugeschichte im südlichen Ruhrgebiet und der Rolle von Heinrich Friedrich Karl vom Stein. Er lebte in Hattingen und engagierte sich unter anderem für den Erhalt des Malakowturms der Zeche Alte Haase.

## Schriften
- Neue Erkenntnisse über Bodenbewegungen und gebirgsmechanische Vorgänge beim oberflächennahen Abbau flachgelagerter Steinkohlenflöze. 1968.
- Chronik der Seezechen Ver. Poertingsiepen / Carl Funke. Bochum 1973.
- Die Wiege des Ruhrkohlenbergbaus. Die Geschichte der Zechen im südlichen Ruhrgebiet. Verlag Glückauf, Essen 1978, ISBN 3-7739-0490-8.
- Aktualisierung der mathematischen Ansätze für allgemeingültige Vorausberechnungsverfahren. Fachinformationszentrum Energie, Physik, Mathematik, Eggenstein-Leopoldshafen 1984.
- Steins Reise durch den Kohlebergbau an der Ruhr. Befahrungsberichte mit Karten des Oberbergrats vom und zum Stein durch die östliche Grafschaft Mark. Geiger-Verlag, Horb am Neckar 1999, ISBN 3-89570-529-2.
- Der Hattinger Bergbau. In: Ernst Beier (Hrsg.): Die historische Entwicklung des Ruhrgebiets und seiner Städte Sprockhövel, Hattingen, Witten, Bochum, Herne, Castrop-Rauxel unter besonderer Berücksichtigung des Bergbaus. Kamp, Bochum 1986, S. 52–64.
- mit Rainer Slotta: Steins Reise durch den Kohlebergbau an der Ruhr: Der junge Freiherr vom Stein als Bergdirektor in der Grafschaft Mark. Geiger-Verlag, Horb am Neckar 1999.
- mit Marie Luise Frese-Strathoff und Joachim Huske: Der Steinkohlenbergbau im Bergrevier Hörde zur Zeit des Freiherrn vom Stein. Der Kohlenbergbau im ehemaligen Bergrevier Hörde bei Dortmund und die Befahrungen der Zechen durch den Oberbergrat Friedrich Wilhelm Graf von Reden und den Bergdirektor Heinrich Friedrich Karl Reichsfreiherr vom und zum Stein. Regio-Verlag, Werne 2007, ISBN 978-3-929158-21-2.

| Personendaten    | Personendaten                         |
| ---------------- | ------------------------------------- |
| NAME             | Pfläging, Kurt                        |
| KURZBESCHREIBUNG | deutscher Ingenieur und Sachbuchautor |
| GEBURTSDATUM     | 18. Juni 1934                         |
| STERBEDATUM      | 9. Januar 2012                        |